# Periandra pujalu
Periandra pujalu är en ärtväxtart som beskrevs av Emmerich och L.M.de Senna. Periandra pujalu ingår i släktet Periandra och familjen ärtväxter. Inga underarter finns listade i Catalogue of Life.